# Campionato italiano serie A di tamburello a muro
Il campionato italiano serie A di tamburello a muro è la massima competizione italiana di tamburello a muro.

## Storia
In origine questa competizione si denominava Torneo di tamburello a muro del Monferrato ma poi con la partecipazione di squadre provenienti da altre zone s'è costituito il campionato italiano serie A.

## Albo d'oro
- 1976 Grazzano Badoglio
- 1977  Grazzano Badoglio
- 1978 Portacomaro
- 1979  Portacomaro
- 1980 Grana Monferrato
- 1981  Grana
- 1982  Grana
- 1983  Grana
- 1984 Vignale Monferrato
- 1985  Grazzano Badoglio
- 1986  Grazzano Badoglio
- 1987  Grazzano Badoglio
- 1988 Moncalvo
- 1989 Montemagno
- 1990  Moncalvo
- 1991  Montemagno
- 1992  Vignale Monferrato
- 1993  Vignale Monferrato
- 1994 Castell'Alfero
- 1995  Montemagno
- 1996  Montemagno
- 1997  Moncalvo
- 1998  Castell'Alfero
- 1999  Portacomaro
- 2000  Montemagno
- 2001  Grazzano Badoglio
- 2002  Vignale Monferrato
- 2003  Vignale Monferrato
- 2004 Montechiaro d'Asti
- 2005  Castell'Alfero
- 2006  Castell'Alfero
- 2007 Tonco
- 2008  Tonco
- 2009  Tonco
- 2010  Moncalvo
- 2011  Portacomaro
- 2012  Grazzano Badoglio
- 2013  Grazzano Badoglio
- 2014  Grazzano Badoglio
- 2015  Grazzano Badoglio
- 2016  Grazzano Badoglio
- 2017  Moncalvo
- 2018  Grazzano Badoglio
- 2019  Grazzano Badoglio
- 2020  N/A
- 2021  Vignale Monferrato
- 2022  Vignale Monferrato
- 2023  Grazzano Badoglio
- 2024  Grazzano Badoglio